# Mehdi Idir
Pour les articles homonymes, voir Idir (homonymie) et Minos (homonymie).
 Mehdi Idir, également surnommé Minos, est un réalisateur et scénariste français, né à Saint-Denis (Seine-Saint-Denis) en 1979.

## Biographie
Mehdi Idir grandit dans le quartier du Franc-Moisin à Saint-Denis. Après son baccalauréat, il suit une formation au montage vidéo et filme les battles de danse. Danseur de hip-hop lui-même, il rencontre le groupe Wanted Posse, champion du monde de danse hip-hop, pour qui il réalise une bande-démo. Séduit par le clip, le groupe TF1 finance un documentaire qui sera vendu en DVD à 11 000 exemplaires.
En 2007, Mehdi Idir réalise Paris By Light, une vidéo sur le light painting, (technique permettant de dessiner avec de la lumière) avec l’artiste Marko93.  Cette vidéo lui permet de tourner des publicités et de travailler à la télévision notamment pour Canal + (Clique avec Mouloud Achour), Comédie+ (La Grande Scène) et NRJ 12 (La nuit nous appartient).
En 2006, il rencontre le slameur Grand Corps Malade avec qui il se lie d'amitié et pour qui il réalise de nombreux clips.
En 2015, Mehdi Idir réalise un premier court métrage intitulé Le Bout du tunnel, inspiré d'une chanson de Grand Corps Malade, qui retrace la vie de Laurent Jacqua, premier prisonnier à écrire un blog. Filmé en noir et blanc et en caméra subjective, le court métrage est interprété par Izia Higelin, Kyan Khojandi, Nicolas Duvauchelle, Richard Bohringer, et il obtient le prix de la meilleure fiction à l'Urban Film Festival de Paris.
En 2017, il réalise avec Grand Corps Malade le long-métrage Patients adapté du livre autobiographique de ce dernier. Le film est vu par plus d'un million de spectateurs en salles et reçoit deux nominations aux César.
En 2019, il signe avec Grand Corps Malade le scénario et la mise en scène de son second long métrage, La Vie scolaire, tourné dans leur ville de Saint-Denis et qui s'inspire de leurs vies de collégiens,.
En 2024, il a co-réalisé avec Grand Corps Malade, le film Monsieur Aznavour mettant en vedette Tahar Rahim.

## Distinctions
- Chevalier de l'ordre des Palmes académiques (2021)[8]

## Filmographie
Sauf indication contraire, les informations mentionnées dans cette section peuvent être confirmées par les bases de données cinématographiques IMDb et Allociné,  présentes dans la section « Liens externes ».

### Réalisateur

#### Cinéma
- 2017 : Patients - coréalisé avec Grand Corps Malade
- 2019 : La Vie scolaire - coréalisé avec Grand Corps Malade
- 2024 : Monsieur Aznavour - coréalisé avec Grand Corps Malade

#### Clips
- 2015 : Le Bout du tunnel de Grand Corps Malade[9]
- 2020 : Pendant 24h de Grand Corps Malade
- 2021 : Tu m'auras tellement plu de Ben Mazué
- 2021 : Derrière le brouillard de Grand Corps Malade avec Louane

#### Autres
- 2005 : Wanted Posse, la vidéo officielle (documentaire)
- 2013 : Baptiste Lecaplain se tape l'affiche (captation de spectacle)
- 2014 : Les Duos impossibles de Jérémy Ferrari (émission de télévision), épisode 1
- 2019 : Soixante (émission spéciale sur Canal +)
- 2020 : Soixante 2 (émission spéciale sur Canal +)
- 2020 : Alban Ivanov : Élément perturbateur (documentaire)
- 2021 : One Night in Paris (émission spéciale sur Netflix)

### Scénariste
- 2019 : La Vie scolaire - coscénarisé avec Grand Corps Malade
- 2021 : Tu m'auras tellement plu (clip de la chanson de Ben Mazué)
- 2024 : Monsieur Aznavour - coécrit avec Grand Corps Malade

## Distinctions

### Récompense
- Urban Film Festival de Paris 2015 : Prix de la meilleure fiction pour Le Bout du tunnel

### Nominations
- César 2018 : César du meilleur film et César du meilleur premier film pour Patients